# 10701 Marilynsimons
10701 Marilynsimons è un asteroide della fascia principale. Scoperto nel 1981, presenta un'orbita caratterizzata da un semiasse maggiore pari a 2,3980349 au e da un'eccentricità di 0,2893810, inclinata di 12,62337° rispetto all'eclittica.